# Костышин, Руслан Владимирович
Русла́н Влади́мирович Косты́шин (укр. Руслан Володимирович Костишин; род. 8 января 1977, Хмельницкий) — украинский футболист, полузащитник; тренер.

## Биография

### Клубная карьера
Воспитанник ДЮСШ «Подолье» из города Хмельницкий (тренер — Кирилюк В. И.). Начинал профессиональную карьеру в клубе «Адвис» (Хмельницкий), позже играл в клубе «Подолье» (Хмельницкий). С 1996 года по 2002 год играл в клубе ЦСКА (Киев), с 2001 года клуб называется «Арсенал». В высшей лиге Украины дебютировал 20 июля 1996 года в матче ЦСКА — «Динамо» (0:1).
В 2002 году перешёл в днепропетровский «Днепр», провёл 5 лет в команде. Зимой 2007 года был отдан в аренду в криворожский «Кривбасс». В чемпионате Украины за криворожан дебютировал 4 марта 2007 года в матче «Карпаты» — «Кривбасс» (1:1). Костышин часто играл как капитан «Кривбасса». 3 июня 2010 года руководство клуба «Кривбасс» решило продолжить контрактные отношения с Русланом Костышиным ещё на сезон.

### Карьера в сборной
За молодёжную сборную Украины провёл 3 игры.

### Тренерская карьера
В феврале 2014 года стал главным тренером «Колоса» из Ковалёвки, выступавшего в чемпионате Киевской области, а в сезоне 2015/16 дебютировавшего во Второй лиге.
29 августа 2021 года подал в отставку с поста главного тренера «Колоса».
19 января 2022 года назначен главным тренером казахстанского клуба «Аксу».

## Достижения

### Как игрока
- Финалист Кубка Украины (3): 1997/98, 1999/00, 2002/03
- Бронзовый призёр чемпионата Украины: 2003/04

### Как тренера
- Серебряный призёр Первой лиги Украины: 2018/19
- Победитель Второй лиги Украины: 2015/16

## Личная жизнь
Женат на Светлане, сыновья Денис и Данил. Брат Виталий также играл в футбол, а по завершении карьеры стал тренером. Сын Денис стал футболистом.